# Astragalus drabelliformis
Astragalus drabelliformis es una especie de planta del género Astragalus, de la familia de las leguminosas, orden Fabales.

## Distribución
Astragalus drabelliformis se distribuye por Estados Unidos (Wyoming).

## Taxonomía
Fue descrita científicamente por Barneby. Fue publicado en Memoirs of the New York Botanical Garden 13(1): 288 (1964).